# گراسیم لیسیتسیان
گراسیم پاولی لیسیتسیان (ارمنی: Գերասիմ Պավելի Լիսիցյան زاده ۲۶ مهٔ ۱۹۴۳) یک بازیگر اهل ارمنستان است. وی از سال میلادی تاکنون مشغول فعالیت بوده‌است.

## زندگی‌نامه
وی در ۲۶ مه ۱۹۴۳ در ایروان به دنیا آمد . وی همچنین برندهٔ جوایزی همچون هنرمند افتخاری جمهوری ارمنستان (۲۰۰۳) شده‌است. وی برادر کارینه لیسیتسیان و روبن لیسیتسیان می‌باشد.